# Francis Cochrane
Pour les articles homonymes, voir Cochrane.
Francis Cochrane (18 novembre 1852-22 septembre 1919) est un homme politique canadien de l'Ontario. Il est député fédéral conservateur de la circonscription ontarienne de Nipissing de 1911 à 1917 et de Timiskaming de 1917 à 1919.
Il est aussi député provincial conservateur de Nipissing-Est de 1905 à 1908 et de Sudbury de 1908 à 1911.
La ville de Cochrane en Ontario est nommée en son honneur.

## Biographie
Né à Clarenceville au Canada-Est, Cochrane semble avoir travaillé pour Marshall Field à Chicago durant les années 1870 avant de s'établir à Pembroke en Ontario. Vivant ensuite à Mattawa durant les années 1880, il reçoit le premier ministre John A. Macdonald alors qu'il est en convalescence d'une brève maladie. Ensuite, il s'installe avec sa femme à Sudbury.

## Politique municipale
Quincaillier prospère à Sudbury, il est président de la chambre de commerce locale et plus tard maire en 1897, en 1898 et en 1902. Il était entré au conseil municipal en 1896.
Cochrane s'associe à l'homme d'affaires local William McVittie et tous deux investissent dans la Wahnapitae Power Company qui alimente la ville en énergie hydroélectrique. Plus tard, la société est vendue à la Hydroelectric Power Commission of Ontario en 1929. Cochrane et McVittie œuvrent aussi comme prospecteurs et permettent le développement de la mine Frood (en).

## Politique provinciale
Tentant sans succès d'être élu député conservateur dans Nipissing-Est en 1902, il est défait par Joseph Michaud. En 1905, il ne se présente pas malgré l'offre du premier ministre James Whitney d'un poste dans son cabinet. Cette nomination est retardée lorsque Cochrane chute d'un train en mouvement et perd une partie de sa jambe droite. Il est nommé ministre des Terres de la couronne et ministre des Terres, des Forêts et des Mines un peu plus tard la même année. Cochrane entre à l'Assemblée législative à la suite de l'élection partielle causée par la démission du député sortant Charles Lamarche, qui lui laisse son poste.
En 1908, il est réélu dans la nouvelle circonscription de Sudbury.

## Politique fédérale
Après l'élection de 1911, George Gordon quitte son poste et permet à Cochrane d'entrer à la Chambre des communes. Gordon sera par la suite nommé au Sénat du Canada.
Ministre des Chemins de fer et des Canaux dans le cabinet du premier ministre Robert Borden d'octobre 1911 à octobre 1917, il est réélu député unioniste-conservateur dans la nouvelle circonscription de Timiskaming. Il reste ministre sans portefeuille jusqu'à son décès en 1919.